# Платон Петрункевич
Платон Петрункевич (1700, Сосниця — 16 квітня 1757, Москва) — український релігійний діяч доби Гетьманщини, єпископ Владимирський і Ярополчеський Російської православної церкви. Засновник духовної семінарії у Владимирі-на-Клязьмі (1750). Архімандрит монастирів на Московщині.

## Біографія
Походив з козацького роду. Вищу освіту здобув у Києво-Могилянській академії, по закінченні якої примусово емігрував на Московщину, до Коломни, де прийняв чернечий постриг. Працював при архієрейському домі. Призначений «законоучителем» Санкт-Петербурзького шляхетського кадетського корпусу.
Мандруючи з князем Гессен-Гамбурзьким по різних країнах, вивчав німецьку мову. У 1740 році був висвячений на архімандрита Звенигородського Савин-Сторожевського монастиря Московської єпархії. Обрано членом синоду. У 1742 — архімандрит Владимирського Рождественського монастиря.
У 1748 році Петрункевича хіротонізовано на єпископа Владимирського і Ярополчеського ВПСРІ. У 1749 — відкрив школу у Владимирі-на-Клязьмі. На її утримання надав багато власних коштів. За його розпорядженням у школі здобували освіту, крім юнаків, і дорослі — малограмотні російські священики та ченці прилеглих монастирів. Прагнучи організувати викладання у школі на взірець Києво-Могилянської академії, запрошував на роботу випускників своєї alma mater. Так, на його прохання у 1753 до школи направлені митрополитом Київським, Галицьким і всієї України Тимофієм Щербицьким Г. Згурський та ієромонах Симеон.
У 1757 році Петрункевич, перебуваючи у Москві, раптово помер. Спочатку похований у Московському Хрестовоздвиженському монастирі, але у грудні цього ж року, за ухвалою синоду, його прах перенесено до Владимирського Успенського собору. На надгробку Петрункевича вирізьблено довгий напис, який містить його життєпис